# 多梅尼科·克里希托
多梅尼科·克里希托（義大利語：Domenico Criscito，發音：[doˈmeːniko ˈkriʃʃito]；1986年12月30日—），是一位意大利足球运动员，司职左閘和中堅。

## 职业生涯

### 俱乐部
基斯薛圖职业生涯开始於热那亚队，16岁完成了联赛处子秀，但2002-04的两年时间里，仅在意乙联赛出场一次。
2004-06年，尤文图斯买下克里希托一半所有权，克里希托效力於尤文图斯青年队，获得一次维艾雷乔杯（意大利青年锦标赛冠军）
。2006年，克里希托重新返回热那亚，迅速成为主力，在当年的意乙联赛中，出场36次，攻入4球，成为球队升甲的重要功臣，也使他成为意大利新一代中后卫中的佼佼者。
2007年，尤文图斯出价525万欧元，外加两名球员馬西耶洛和孔科，才从热那亚买回这名中后卫新星。
克里希托作为中后卫，有着出色的位置感、灵活的步伐和预判意识，擅长盯人，但不足之处是，身体素质并不突出。

### 國家隊
在2006年11月，第一次代表意大利U-21足球队，并参加了2007年荷兰欧洲U-21足球锦标赛。